# Clelia (animal)
Las musuranas, zopilotas, chontas o cazadoras negras (Clelia) son un género de serpientes Dipsadidae ovíparas que agrupa a siete especies distribuidas desde el sur de México y Guatemala hasta Argentina. Las Clelias se especializan en ofiofagia, es decir se alimentan de otras serpientes. Su nombre común puede variar de país a país, tales como zopilota en América Central y cribo en algunas de las Antillas.

## Especies
Se distinguen las siguientes especies:

- Clelia clelia (Daudin, 1803)
- Clelia equatoriana (Amaral, 1924)
- Clelia errabunda Underwood, 1993
- Clelia hussami Morato, Franco & Sanches, 2003
- Clelia langeri Reichle & Embert, 2005
- Clelia plumbea (Wied-Neuwied, 1820)
- Clelia scytalina (Cope, 1867)

## Descripción
La culebra musurana tiene una longitud que puede ir desde los 1,50 metros a los 2,50 metros. En las especies se presentan cambios ontogénicos marcados en su coloración, siendo en estado juvenil rojas o anaranjadas con una banda occipital blanca, amarilla o naranja claro,  y cambiando a un color gris oscuro o negro en estado adulto.[cita requerida] Después continúa la ingestión del cuerpo completo de la víctima. El largo cuerpo de la serpiente ingerida es comprimido como una onda para ajustarlo al sistema gastrointestinal de la musurana. 
Aunque los colmillos de la musurana contienen veneno, estas culebras no son peligro alguno para los humanos. Aun cuando son manipuladas usualmente no muerden. Muy pocos casos de envenenamiento se han reportado y no fueron fatales.[cita requerida] No obstante, un reporte informa de pronunciadas manifestaciones locales de envenenamiento tras la mordida de Clelia Clelia. Los investigadores sugieren más estudios por considerar peligrosas las mordidas de esta especie.
Esta culebra es inmune al veneno de las serpientes de las que se alimenta, particularmente las más pequeñas Crotalinae del género Bothrops de América Central y del Sur. No es inmune al veneno de la serpiente de coral, sin embargo.[cita requerida] En ausencia de otras serpientes, la musurana puede también alimentarse de pequeños mamíferos.  Prefiere hábitats terrestres con vegetación densa y es de hábitos diurnos.[cita requerida] La inmunidad de la musurana al veneno de Bothrops fue estudiado por el científico brasileño Vital Brazil en la década de 1920. [cita requerida]